# Lophozancla prolixa
Lophozancla prolixa là một loài bướm đêm trong họ Noctuidae.